# Камачо Солис, Мануэль
Мануэль Камачо Солис (исп. Manuel Camacho Solís; 30 марта 1946, Мехико, Мексика — 5 июня 2015, там же) — мексиканский государственный деятель, министр иностранных дел Мексики (1993—1994).

## Биография
Родился в семье военного. Окончил экономический факультет Национального автономного университета Мексики, где познакомился и подружился с будущим президентом страны Карлосом Салинасом. Затем получил звание магистра по общественным наукам в Принстонском университете США. Работал преподавателем-исследователем в Центре международных исследований Мексиканского колледжа, заместителем директора по политическим исследованиям Института политических, экономических и социальных исследований (Instituto de Estudios Políticos, Económicos y Sociales -IEPES) и координатором руководящей комиссии Мексики, где познакомился и подружился с будущим президентом страны Карлосом Салинасом. Затем получил звание магистра по общественным наукам в Принстонском университете США. Работал преподавателем-исследователем в Центре международных исследований Мексиканского колледжа, заместителем директора по политическим исследованиям Института политических, экономических и социальных исследований (Instituto de Estudios Políticos, Económicos y Sociales-IEPES).
Член Институционно-революционной партии (ИРП) c 1965 г.
Занимал посты советника Координационного комитета экономических и социальных программирования президента Мексики, в 1976 г. был утвержден советником координационного комитета промышленной политики Министерства по социальным вопросам, в следующем году — заместителем начальника департамента коммерческого планирования министерства торговли.
В 1978 г. назначен помощником генерального директора Национальной финансовой компании «Нафинса» (Nafinsa), затем — заместителем министра планирования бюджета по вопросам регионального развития, помощником Министра народного образования, в 1980 г. назначен советником Главного управления по вопросам экономической политики Министерства программирования и бюджета. В 1982 г. — заместителем министра программирования и бюджета по вопросам регионального развития.
В 1985 г. был избран в Палату депутатов, был избран председателем комиссии по планированию и бюджету, а в 1986 г. становится министром городского развития и экологии Мексики. На этом посту курировал процесс восстановления после землетрясения в Мехико 1985 г.
В августе 1988 г. был избран генеральным секретарем ИРП (на посту до декабря 1988 г.). Отвечал за проведение выборов, на которых победу одержал Карлос Салинас, после чего был назначен на должность главы правительства федерального округа Мехико, находился на этой должности до 1993 г. На этом посту считался одним из основных переговорщиков с оппозицией из-за чего не имел серьезной поддержки внутри ИРП. В конце ноября 1993 г. партия объявила о выдвижении кандидатом на пост президента Луиса Дональдо Колосио, Камачо отказался поздравить его с этим и впервые в истории страны в местной прессе опубликовал свой комментарий с критикой выбранной кандидатуры. После этого он ушел в отставку с поста главы федерального округа, но был немедленно назначен президентом Салинасом главой внешнеполитического ведомства.
В конце 1993 — начале 1994 гг. некоторое время являлся министром иностранных дел Мексики. В январе 1994 г. был назначен уполномоченным по примирению и согласию в Чапасе. После успешного завершения переговоров с сапатистами приобрел значительный авторитет в обществе и стал рассматриваться как возможная альтернатива Колосио. Однако после убийства последнего в марте того же года это обстоятельство сыграло против него, поскольку стали распространяться слухи о якобы имевшейся у политика заинтересованности устранении конкурента. В конечном счете в октябре 1995 г. он вышел из рядов ИРП и на несколько лет прекратил политическую деятельность.
В 1999 г. основал Партию демократического центра (Partido del Centro Democrático — PCD), которая была зарегистрирована в 1999 г. и председателем которой он являлся до конца жизни. В 2000 г. баллотировался от нее на пост президента, но получил лишь 0,6 % голосов избирателей. В 2012 г. был избран в мексиканский Сенат, в составе которого проработал до самой смерти.
Соавтор книги «Мексика и Аргентина глазами молодежи» (México y Argentina vistos por sus jóvenes) и автор книги «Ближайшее будущее» (El Futuro Inmediato).
В 2010 г. ему было присвоено звание почетного доктора Университета наук и искусств штата за вклад заключение перемирия и установление диалога с Сапатистской армией национального освобождения.